# Ishikawa (Fukushima)
Ishikawa (石川町, Ishikawa-machi) é uma cidade localizada na Província de Fukushima, Japão. 21 de março de 2018, a cidade teve uma população estimada de 15,511 em 5690 famílias, e uma densidade populacional de 130 pessoas por km². A área total da cidade foi de 115,71 quilômetro quadrados.

## Geografia

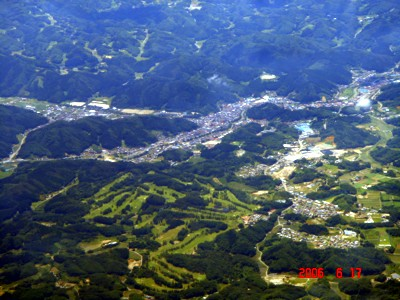
Vista aérea de Ishikawa

Ishikawa localiza-se no centro-sul da província de Fukushima. Tem um clima úmido (classificação climática de Köppen-geiger Cfa). A temperatura média anual em Ishikawa é 11,4 °C. A precipitação média anual é de 1 375mm com setembro como o mês mais úmido. As temperaturas são mais altas, em média, no mês de agosto, em cerca de 23.6 °C, e a menor no mês de janeiro, em torno de 0.2 °C .
- Rios: Rio Abukuma

### Municípios vizinhos
- Província De Fukushima
  - Shirakawa
  - Furudono
  - Asakawa
  - Tamakawa
  - Hirata
  - Nakajima
  - Yabuki
  - Samegawa

## Demografia
Pelos dados do censo japonês, a população de Ishikawa tem vindo a diminuir desde a década de 1970.
| Ano do censo | População |
| ------------ | --------- |
| 1970         | 22,423    |
| 1980         | 21,731    |
| 1990         | 21,534    |
| 2000         | 19,914    |
| 2010         | 17,775    |

## História
A área da atual Ishikawa era parte da antiga Província de Mutsu. Durante o período Edo, a área foi tenryō sob o controle direto do xogunato Tokugawa. Após a Restauração Meiji, foi organizado como parte do Distrito de Ishikawa na região Nakadōri da Província de Iwaki.
As aldeias de Ishikawa, Sawada, Nogisawa, Bohata, Nakatani e Yamahashi foram formadas em 1 de abril de 1889, com a criação do sistema de  municípios. Ishikawa foi promovido à condição de vila em 27 de março de 1894. Durante a Segunda Guerra Mundial, a cidade tinha uma mina de urânio secreta para o projeto da bomba atômica japonesa. A cidade expandida, anexando as aldeias vizinhas de Sawada, Nogisawa, Bohata, Nakatani e Yamahashi em 31 de março de 1955.

## Economia
A economia de Ishikawa é baseada principalmente na agricultura.

## Educação
Ishikawa tem três escolas públicas de ensino básico e uma escola secundária pública operado pelo governo da cidade, e uma escola pública operada pelo Conselho de Educação da Província de Fukushima. Tem também uma escola secundária privada e uma escola particular de ensino médio.
- Ensino Médio Provincial de Ishikawa
- Colégio Ishikawa
- Ensino Fundamental de Ishikawa
- Ensino Fundamental de Ishikawa Sawada
- Ensino Fundamental de Ishikawa Gijuku
- Escola Primária de Ishikawa
- Escola Primária de Ishikawa Sawada
- Escola Primária de Ishikawa Nogisawa
- Escola Primária de Ishikawa Bobata
- Escola Primária de Ishikawa Nakatani Nº 1
- Escola Primária de Ishikawa Nakatani Nº 2
- Escola Primária de Ishikawa Yamagata
- Ishikawa Minami-Escola Primária de Yamagata

## Transporte

### Ferroviária
- JR East – Linha Suigun
  - Iwaki-Ishikawa - Nogisawa

### Estrada
- Estrada Nacional 118

## Atrações locais
- Bobata Onsen
- Nekonaki Onsen
- Katakura Onsen